# Homaloptera
Genre
Homaloptera est un genre de poissons d'eau douce téléostéens de la famille des Balitoridae (ordre des Cypriniformes).

## Liste des espèces
Selon World Register of Marine Species (23 novembre 2023) :
- Homaloptera bilineata Blyth, 1860
- Homaloptera confuzona Kottelat, 2000
- Homaloptera ocellata van der Hoeven, 1833
- Homaloptera ogilviei Alfred, 1967
- Homaloptera orthogoniata Vaillant, 1902
- Homaloptera parclitella H. H. Tan & P. K. L. Ng, 2005

### Note
Selon FishBase (10 juillet 2015) ; la liste suivante est à caractère purement indicatif, la majorité de ces espèces étant aujourd'hui réparties dans un grand nombre d’autres genres et familles (Cypriniformes) :
- Homaloptera batek Tan, 2009
- Homaloptera bilineata Blyth, 1860
- Homaloptera confuzona Kottelat, 2000
- Homaloptera gymnogaster Bleeker, 1853
- Homaloptera heterolepis Weber & de Beaufort, 1916
- Homaloptera indochinensis Silas, 1953
- Homaloptera leonardi Hora, 1941
- Homaloptera manipurensis Arunkumar, 1998
- Homaloptera maxinae Fowler, 1937
- Homaloptera menoni Shaji & Easa, 1995
- Homaloptera modesta (Vinciguerra, 1890)
- Homaloptera montana Herre, 1945
- Homaloptera nebulosa Alfred, 1969
- Homaloptera ocellata van der Hoeven, 1830
- Homaloptera ogilviei Alfred, 1967
- Homaloptera ophiolepis Bleeker, 1853
- Homaloptera orthogoniata Vaillant, 1902
- Homaloptera parclitella Tan & Ng, 2005
- Homaloptera pillaii Indra & Rema Devi, 1981
- Homaloptera ripleyi (Fowler, 1940)
- Homaloptera rupicola (Prashad & Mukerji, 1929)
- Homaloptera santhamparaiensis Arunachalam, Johnson & Rema Devi, 2002
- Homaloptera sexmaculata Fowler, 1934
- Homaloptera silasi Madhusoodana Kurup & Radhakrishnan, 2011
- Homaloptera smithi Hora, 1932
- Homaloptera stephensoni Hora, 1932
- Homaloptera tatereganii Popta, 1905
- Homaloptera tweediei Herre, 1940
- Homaloptera vanderbilti Fowler, 1940
- Homaloptera vulgaris Kottelat & Chu, 1988
- Homaloptera wassinkii Bleeker, 1853
- Homaloptera weberi Hora, 1932
- Homaloptera yunnanensis (Chen, 1978)
- Homaloptera yuwonoi Kottelat, 1998
- Homaloptera zollingeri Bleeker, 1853

## Classification
Le nom valide complet (avec auteur) de ce taxon est Homaloptera van Hasselt, 1823.
Homaloptera a pour synonyme :
- Helgia Vinciguerra, 1890

## Étymologie
Le nom générique, Homaloptera, du grec ancien ὁμαλός, homalós, « semblable », et πτερόν, pterón, « nageoire », et fait probablement référence « à la position horizontale des nageoires pectorales et ventrales.